# Kutyfalva
Kutyfalva (románul Cuci, németül Quellendorf) falu Romániában Maros megyében. Kutyfalva község központja, Marosdátos, Marosoroszi, Oláhpéterlaka és az elnéptelenedett Hegymegett tartozik hozzá.

## Fekvése
Radnót közelében, Marosludastól 5 km-re délkeletre a Maros bal partján, a Kolozsvár-Marosvásárhely országút, illetve az E60 főutvonal mellett fekszik.

## Története
Régészeti lelőhely jellegét egy 6. századi gepida lelet határozta meg.
1331-ben Cutfolua néven, 1339-ben Kugfolwa néven említik először. A falunak a Papok erdeje nevű határrészén egykor Ferences rendi kolostora volt, melyet 1332-ben említenek. Ennek lakói a reformáció térhódításával elszéledtek innen, a kolostornak ma már nyoma sincs.
A 17. században Pekry Lőrinc kuruc generális románokat telepített be e jellegzetes magyar nyelvjárású faluba. Perky Lőrinc felesége Petrőczy Kata Szidónia a költőnő volt. A faluban állt kastélyuk is, melyet a 19. század elején lebontottak és a ma is álló Degenfeld-kastélyba építettek be.
A lakosság János Zsigmond korában unitárius hitre tért át. Ennek köszönhetően erős unitárius központtá vált Kutyfalva, különösen az unitárius hiten levő Pekrieknek tevékenysége nyomán. 1659-ben unitárius zsinat színhelye. Amikor Sárdi János küküllői esperes 1657-ben vizitációt tartott, a kutyfalvi unitárius egyházközség nagyon erősnek bizonyult, de a későbbiekben meggyengült, majd a hívek többsége átállt reformátusnak.
1910-ben 748, többségben magyar lakosa volt, jelentős román kisebbséggel. A trianoni békeszerződésig Alsó-Fehér vármegye Marosújvári járásához tartozott. 1992-ben 917 lakosából 582 román, 325 magyar, 9 cigány, 1 német volt.

## Látnivalók

### Református templom
Református temploma többször átépített. Az első templom a Magyardátos filiájaként szereplő kis kutyfalvi gyülekezetben egyszerű fakápolna lehetett, ami nyomtalanul eltűnt. Ennek helyébe épült a 15. században a település nagybirtokosa és a gyulafehérvári káptalan kezdeményezésére, esetleg a ferences szerzetesek segítségével egy torony nélküli kis gótikus templom, melynek a hatszög három oldalával záródó 5×4,30 méter boltozatos szentélye, kívül támasztó pillérei és később megtoldott, átalakított kis hajója, diadalíve, szintén átalakított ablakai a mai napig megvannak.
1676-ban anyaegyházzá növekedik Kutyfalva. A templom déli kapuja be van falazva, valamint a szentély északi oldalán lévő ajtó is. A templom alatti kriptába valószínűleg a későbbi patrónuscsaládok (Pekry, Zeyk) tagjai temetkeztek. A kripta régészeti maradványai 1912-ben az akkori Erdélyi Múzeumba kerültek. A templom kitoldása, a hajó mennyezetének, diadalívének, ablakainak átalakítása Pekry Ferenc küküllői főispán jóvoltából 1650 körül történt. Ekkor készült a torony alatti ajtó és a portikusz. Mivel a Pekryek 1568-tól unitárius hitre tértek, a templom 1715-ig az unitáriusok használatában volt. Magyardátosnak, a reformátusok anyaegyházának 1658-i, tatároktól történt elpusztulása után a Pekriné Fricsi Fekete Klára védelme alá került. Hívására mind több református telepedett le, akiknek e patróna és annak harmadik férje Bethlen János református gyülekezetet szervezett, s azt 1674 táján kegyúri tisztséggel (pátrocinium) látta el.
A Pekryek közül Lőrincz, a kuruc generális már református, utódai közül ifj. Dániel István felújíttatja a templomot, barokk karzattal bővítve. Ugyanakkor készült a szintén barokk stílusú szószék. A torony építése már Dániel István idejében kezdődött el, de csak 1835-ben fejeződött be, amiről a torony alatti bejárat fölött lévő felirat tesz bizonyságot:
Isten dicsőségére kezdette e tornyot építetni b. Dániel István úr több mint fél századot felül élt csonka falai felemeltetvén - Bevégeztetett 1835-ben Zeykfalvi idősb Mlgs. Zeyk János úr mint birtokos és szentegyházi főfelügyelő különös gondossága és szorgalma által. Mátyás Sámuel papsága, Balog Sándor és mestersége s Török Márton Közfelügyelősége idejében. Tiszteld az Istent, szeresd az embert. Sz.Máté R XXII. 37-39.
A Toronyban lévő két harang közül a kicsit 1811-ben készítették, felirata: ME, Fudit Ephraim Andraschofoky A Klaudiopoli Isten Dütsöségére az Kutyfalvi reformata eklésia - öntette Anno 1811. A nagy harangot 1925-ben öntötték. Ennek felirata: Isten dicsőségére öntötte Közadakozásból a Kutyfalvi református Egyház 1925. évben. Öntötte: Klein Oszkár K. Kugiron.

#### A református parókia
Az 1970. évi árvíz hatalmas károkat okozott. A templomban 1,7 m magasságú volt a víz szintje. A parókia kissé magasabban helyezkedik el, ezért az árvíz nem érinthette. Az árvíz utáni időszak teremtett alkalmat egy új parókia megépítésére a salétromos falú régi parókia helyett. Egyházkerületi támogatással, valamint a gyülekezet tagjainak hozzájárulásával 1974. október 13-ra készült el a jelenlegi parókia.
1666 óta van állandó lelkipásztori állása a kutyfalvi egyházközségnek. A lelkipásztorok átlagosan 14 évet töltöttek a gyülekezetben, ami arra enged következtetni, hogy a lelkipásztorok szerették itt e gyülekezetben. 2001 májusától, Székely Levente a helyi gyülekezet lelkipásztora. Célja a fiatalok összegyűjtése, valamint a konfirmált ifjakkal való foglalkozás, de az újonnan megalakult nőszövetség működésének támogatása is.
A gyülekezet jelenlegi presbitériuma
| Név            | Tisztség  |
| -------------- | --------- |
| Meleg Sándor   | gondnok   |
| Barta Klára    | presbiter |
| Nagy Csaba     | presbiter |
| Bükkösi József | presbiter |
| Szabó Rozália  | presbiter |
| Drágos István  | presbiter |
| Hajdú László   | presbiter |
| Jakab János    | presbiter |
| Kapás István   | presbiter |
| Kocsis Lenke   | presbiter |
| László Anna    | presbiter |
| Kocsis István  | presbiter |

## Híres emberek
- Itt született 1887. május 21-én Nagy Géza, teológiai tanár, református egyházi író.
- Itt született 1926. szeptember 28-án László Gyula agrármérnök, szőlész, borász és szakíró
- Itt született 1935. november 18-án Györfi Ibolya pedagógiai szakíró, tankönyvszerkesztő.
- Itt született 1937. május 25-én Szentgyörgyi László villamosmérnök, egyetemi tanár, műszaki szakíró.